# ری سفو
ری سفو (انگلیسی: Ray Sefo؛ زادهٔ ۱۵ فوریهٔ ۱۹۷۱) بوکسور، ورزشکار هنرهای رزمی ترکیبی و کشتی‌گیر کشتی حرفه‌ای اهل نیوزیلند است.